# Сива, Джоджо
Джо́джо Си́ва (англ. JoJo Siwa; род. 19 мая 2003 года, Омаха, Небраска, США) — американская танцовщица, певица, актриса, обладательница популярного YouTube-канала.

## Биография
Родилась 19 мая 2003 в Омахе в штате Небраска.
Стала известной благодаря участию в танцевальных реалити-шоу Abby’s Ultimate Dance Competition (2-й сезон, 2013) и «Мамы в танце» (5-й и 6-й сезоны, 2015 и 2016) на телеканале «Lifetime».
В начале мая 2016 года (в 12 лет) выпустила цифровой сингл с песней «Boomerang», в которой пела о том, что не надо слушать хейтеров, оставляющих злые комментарии в социальных сетях, и о достижении триумфа над онлайновыми атаками. По состоянию на май 2019 клип к песне собрал более 700 миллионов просмотров на YouTube.
В марте 2017 года (в 13 лет) Джоджо Сива получила премию Kids’ Choice Award в категории «Любимый вирусный музыкальный исполнитель».

## Дискография

### Синглы
| Год  | Название                    | Сертификации  |
| ---- | --------------------------- | ------------- |
| 2016 | «Boomerang»                 | Золотой (США) |
| 2017 | «Kid in a Candy Store»      |               |
| 2018 | «Every Girl’s a Super Girl» |               |
| 2018 | «High Top Shoes»            |               |
| 2018 | Only Getting Better         |               |
| 2018 | «D.R.E.A.M»                 |               |
| 2018 | «Everyday Popstars»         |               |
| 2018 | «My Story»                  |               |
| 2019 | «Bop!»                      |               |
| 2019 | «Worldwide party»           |               |
| 2019 | «Let’s celebrate»           |               |
| 2019 | «#1U»                       |               |
| 2020 | «Nonstop»                   |               |
| 2024 | «Karma»                     |               |

### EP
| 2018 | «D.R.E.A.M. The Music — EP» |
| 2019 | «Celebrate — EP»            |
| 2020 | «JoJo’s Rockin’ Christmas»  |

## Премии и номинации
| Год  | Награда                         | Категория                                              | Номинант       | Результат | Ист.  |
| ---- | ------------------------------- | ------------------------------------------------------ | -------------- | --------- | ----- |
| 2015 | Industry Dance Awards           | Dancers Choice Awards Любимый танцор (17 лет и младше) | Джоджо Сива    | Номинация | [ 6 ] |
| 2016 | Industry Dance Awards           | Dancers Choice Awards Любимый танцор (17 лет и младше) | Джоджо Сива    | Победа    | [ 7 ] |
| 2016 | Reality Television Awards       | Наиболее сердечный момент                              | «Мамы в танце» | Победа    |       |
| 2017 | Kids’ Choice Awards             | Любимый вирусный музыкальный исполнитель               | Джоджо Сива    | Победа    |       |
| 2019 | Nickelodeon Kids’ Choice Awards | Любимый музыкальный блогер                             | Джоджо Сива    | Победа    | [ 8 ] |